# Aenigmatias lubbockii
Aenigmatias lubbockii är en tvåvingeart som först beskrevs av Egger 1860.  Aenigmatias lubbockii ingår i släktet Aenigmatias, och familjen puckelflugor. Arten är reproducerande i Sverige.